# Flugplatz Wolfsberg

i7
i11
i13

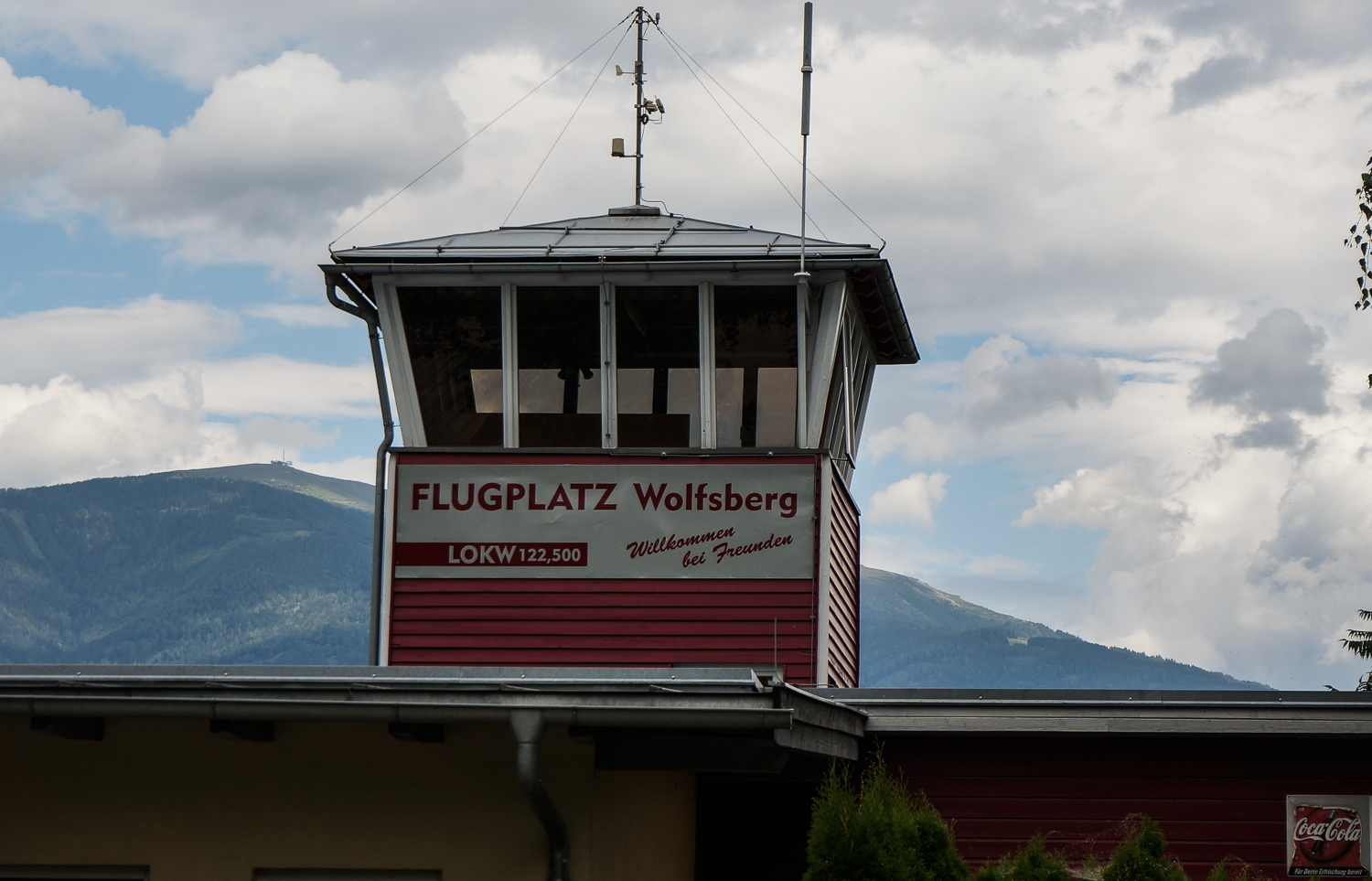
Turm des Flugplatzes Wolfsberg

Der Flugplatz Wolfsberg (ICAO-Code: LOKW) ist ein privater Flugplatz in Wolfsberg im österreichischen Bundesland Kärnten. Er wird durch den Kärntner Luftfahrerverband Wolfsberg betrieben.

## Lage
Der Flugplatz liegt etwa 3 km südöstlich des Zentrums der Gemeinde Wolfsberg. Naturräumlich liegt der Flugplatz im Lavanttal.

## Flugbetrieb
Am Flugplatz Wolfsberg findet Flugbetrieb mit Segelflugzeugen, Motorseglern, Ultraleichtflugzeugen, Motorflugzeugen und Hubschraubern statt. Der Flugplatz verfügt über eine 740 m lange Start- und Landebahn aus Gras. Segelflugzeuge starten per Flugzeugschlepp. Nicht am Platz stationierte Flugzeuge benötigen eine Genehmigung des Platzhalters (PPR), um in Wolfsberg landen zu können. Der Flugplatz verfügt über eine Tankstelle für AvGas und Superbenzin.